# Крістіна Французька
Крістіна Французька, або Марія Крістіна Французька (фр. Christine de France, італ. Maria Cristina di Borbone-Francia ; 10 лютого 1606 , Луврський палац  — 27 грудня 1663 , Турин ) — принцеса з дому Бурбонів, народжена принцеса Французька і Наварська, дочка Генріха IV, короля Франції. Дружина герцога Віктора Амадея I; у шлюбі — герцогиня Савойська і княгиня П'ємонтська. Після смерті чоловіка була регентом при неповнолітніх синах Францискові Гіацинті та Карлові Емануїлі.

## Біографія
Друга дочка і третя дитина короля Франції Генріха IV та його другої дружини Марії Медічі.
Згідно з генеалогічними дослідженнями, проведеними учасниками телевізійної програми «Родовід сім'ї», її нащадком є американська актриса Брук Шилдс.
У лютому 1619 року в Парижі Крістіна вийшла заміж за герцога Савойського Віктора-Амадея I (1587 — 1637). У цьому шлюбі народилися семеро дітей.
Після смерті чоловіка Крістіна взяла на себе регентство при синові Франциску Гіацинті, а пізніше при Карлі Еммануїлі II. Регентство оскаржували брати її чоловіка Томазо Франциск та Мауріціо Савойські, яких підтримувала Іспанія. герцогині вдалося зберегти право регентства за допомогою Франції після декількох років громадянської війни. У 1642 році родичі помирилися, а щоб зміцнити дружній зв'язок Мауріціо Савойський взяв за дружину дочку Крістіни, Луїзу, якій було тоді 13 років.
У Турині для Крістіни Марії був побудований палаццо Реале та перебудований замок Валентино у французькому стилі. 27 грудня 1663 року у 57-річному віці вона померла в Турині.

## Родина
Чоловік — Віктор Амадей I, герцог Савойський
Діти:
- Людовик Амадей (1622–1628);
- Луїза Крістіна 27 липня 1629 — 14 травня 1692) — дружина свого дядька Мауріціо Савойського;
- Франциск Гіацинт (14 вересня | 1632 — 4 жовтня 1638), герцог Савойський;
- Карл Еммануїл II (20 червня 1634 — 12 червня 1675), герцог Савойський;
- Маргарита Віоланта (15 листопада 1635 — 29 квітня 1663) — дружина герцога Пармського Рануччо II;
- Генрієтта Аделаїда (6 листопада 1636 — 18 березня 1676) — дружина курфюрста Баварії Фердинанда Марії;
- Катерина Беатриса (6 листопада 1636 — 26 серпня 1637).